# Samoa International
Die Samoa International oder Samoa Future Series sind die offenen internationalen Meisterschaften von Samoa im Badminton. Bei den Titelkämpfen werden Punkte für die Badminton-Weltrangliste vergeben. Mit der Durchführung der Meisterschaften werden die Anstrengungen des Badmintonverbandes von Samoa manifestiert, dem Badmintonsport im Land weiteren Aufschwung zu verleihen und den Anschluss an die Spitze von Ozeanien herzustellen.

## Turniersieger
| Jahr      | Herreneinzel      | Dameneinzel       | Herrendoppel                      | Damendoppel             | Mixed                      |
| --------- | ----------------- | ----------------- | --------------------------------- | ----------------------- | -------------------------- |
| 2006      | Alistair Casey    | Heseti Mafaufau   | Ashley Brehaut Aji Basuki Sindoro | -                       | -                          |
| 2007      | Marco Vasconcelos | Michelle Chan     | Sene Tokuma Tupu Fua              | Susan Dobson Tania Luiz | Craig Cooper Renee Flavell |
| 2008 2024 | nicht ausgetragen | nicht ausgetragen | nicht ausgetragen                 | nicht ausgetragen       | nicht ausgetragen          |